# Tommy Sheridan

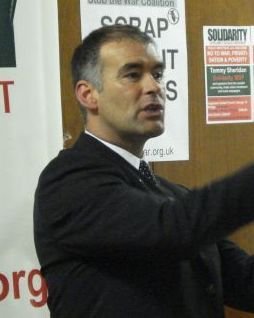
Tommy Sheridan

Tommy Sheridan (* 7. März 1964 in Glasgow) ist ein schottischer Politiker und ehemaliger Abgeordneter im Schottischen Parlament. Sheridan besuchte die Lourdes Secondary School in Glasgow. Anschließend erwarb er an der Universität Stirling Bachelorabschlüsse in Wirtschaftslehre und Politik.

## Politische Karriere
Sheridan war zunächst Mitglied der Labour Party, wo er der Militant Tendency, einem trotzkistischen Kreis innerhalb der Partei angehörte. 1989 wurde er neben weiteren Mitgliedern der Militant Tendency aus der Partei ausgeschlossen, unter anderem auf Grund seiner aggressiven Ablehnung der Kopfsteuer. Da er sich weigerte die Kopfsteuer abzuführen, wurde er 1992 zu einer sechsmonatigen Haftstrafe verurteilt. Während seiner Haftzeit kandidierte er bei den Unterhauswahlen 1992 für die Scottish Militant Labour im Wahlkreis Glasgow Pollok. Hierbei errang er mit 19,3 % den zweithöchsten Stimmenanteil. Außerdem bewarb er sich um einen Sitz im Glasgower Stadtrat. Sheridan konnte die Wahl für sich entscheiden und behielt seinen Sitz bis 2003.
Als Nächstes trat Sheridan bei der Europawahl 1994 an und erhielt die dritthöchste Stimmenanzahl in seinem Wahlkreis Glasgow. 1996 schlossen sich verschiedene sozialistische Gruppierungen zur Scottish Socialist Alliance zusammen und Sheridan stellte sich zu den Unterhauswahlen 1997 als Kandidat der neuen Partei im Wahlkreis Glasgow Pollok. Er erhielt mit 11,1 % den dritthöchsten Stimmenanteil. Aus der Scottish Socialist Alliance ging 1998 die Scottish Socialist Party hervor, für die Sheridan bei den Schottischen Parlamentswahlen 1999 im Wahlkreis Glasgow Pollok antrat. Zwar belegte er hinter Johann Lamont von der Labour Party und dem SNP-Kandidaten Kenneth Gibson nur den dritten Platz, zog jedoch auf Grund des Wahlergebnisses über die Regionalwahlliste der Wahlregion Glasgow in das neugeschaffene Parlament ein. Bei den Parlamentswahlen 2003 konnte er seinen Stimmenanteil auf 27,9 % ausbauen und erhielt damit mehr Stimmen als Kenneth Gibson und schob sich auf den zweiten Platz vor. Er verteidigte außerdem sein Mandat der Wahlregion Glasgow.
2006 verließ er die Scottish Socialist Party und wurde Gründungsmitglied der Partei Solidarity – Scotland’s Socialist Movement, der er zusammen mit Rosemary Byrne vorsaß. Die Partei kandidierte zu den Parlamentswahlen 2007 ausschließlich auf den Regionalwahllisten und konnte in der Region Glasgow kein Mandat erringen, wodurch Sheridan seinen Parlamentssitz verlor. Nach der Rückgabe des Mandats des Labour-Politikers Michael Martin für den Wahlkreis Glasgow North East wurden in diesem Wahlkreis für den 12. November 2009 Neuwahlen angesetzt, zu denen Sheridan kandidierte. Er erhielt 794 Stimmen (3,9 %) der Stimmen. Bei der Europawahl 2009 kandidierte Sheridan auf der Wahlliste des linken Koalitionsbündnisses No to EU – Yes to Democracy, konnte jedoch kein Mandat gewinnen.

## Rechtsstreit
Im Juli 2006 begann in Edinburgh die vielbeachtete Verhandlung zwischen Sheridan und den Herausgebern von News of the World. Die Zeitung hatte zuvor mehrfach negativ über Sheridan berichtet, unter anderem, dass er während der Schwangerschaft seiner Frau in einem Swingerclub in Manchester gesehen wurde, dort Champagner trank und am Gruppensex, unter anderem mit Parteikolleginnen teilgenommen hätte. Der Alkoholgegner Sheridan bestritt sowohl den Konsum von Alkohol als auch den Ehebruch und den Besuch eines Swingerclubs. Im Laufe der Verhandlung wurden widersprüchliche Zeugenaussagen abgegeben. Eine Journalistin sagte jedoch aus, sie habe ihren Artikeln wissentlich unwahre Details hinzugefügt, um den Fall interessanter zu gestalten. Abschließend wurden die Herausgeber von News of the World zur Zahlung von 200.000 £ verurteilt, die jedoch zunächst nicht gezahlt wurden, da dem Urteil widersprochen wurde. In den folgenden Jahren wurden mehrere Zeugen wegen Meineids angeklagt, darunter Politiker von Sheridans neuer Partei Solidarity, seine Frau sowie Sheridan selbst. Nachdem nachgewiesen werden konnte, dass Sheridan sich, wie zu Beginn berichtet, am Gruppensex beteiligt hatte und Swingerclubs besucht hatte. Im Januar 2011 wurde er zu einer dreijährigen Gefängnisstrafe verurteilt. Nachdem er etwa ein Jahr seiner Gefängnisstrafe abgesessen hatte, wurde Sheridan Ende Januar 2012 vorzeitig entlassen.
Im Zusammenhang mit dem Prozess wegen Meineides war Andy Coulson der Herausgeber der News of the World von Sheridan als Zeuge benannt worden und sagt unter Eid aus. Coulson sagte dabei unter anderem aus, dass er nichts von illegaler Telefonüberwachung bei der News of the World wusste. Diese Aussage wurde später von der Staatsanwaltschaft als Falschaussage unter Eid bewertet und Coulson deswegen angeklagt. Der High Court in Edinburgh sah diesen Teil der Aussage im Juni 2015 aber als nicht für das damalige Verfahren relevant an und entschied Coulson sei nicht schuldig im Sinne der Anklage.